# نوردیک ماینینگ
نوردیک ماینینگ (انگلیسی: Nordic Mining) شرکت معدن نروژی است، که در سال ۲۰۰۶ تأسیس شد.